# ويليام توماس ستيوارت
ويليام توماس ستيوارت (بالإنجليزية: William Thomas Stewart)‏ هو سياسي أمريكي، ولد في 18 أكتوبر 1853 في الولايات المتحدة، وتوفي في 21 أغسطس 1935 في ألامو في الولايات المتحدة.